# ریچی هیونز
ریچی هِیوِنز (انگلیسی: Richie Havens; ۲۱ ژانویهٔ ۱۹۴۱ – ۲۲ آوریل ۲۰۱۳) گیتارنواز و خواننده-ترانه‌سرای اهل ایالات متحده آمریکا بود که بین سال‌های ۱۹۶۵ تا ۲۰۱۳ میلادی در سبک‌های فولک، سول و ریتم اند بلوز فعالیت می‌کرد.
او بیش از هرچیز به‌خاطر اجرای افتتاحیهٔ به‌یادماندنی‌اش در جشنوارهٔ وودستاک شناخته می‌شود.

## بیماری
در سال ۲۰۱۰، هِیوِنز تحت عمل جراحی کلیه قرار گرفت اما به اندازه کافی عمل مؤثر نبود تا کلیه اش مانند گذشته عمل کند. در مارس ۲۰۱۲، او در صفحه فیس بوک خود اعلام کرد که به دلیل نگرانی از سلامتی، پس از ۴۵ سال بازنشسته خواهد شد.

## مرگ
در ۲۲ آوریل ۲۰۱۳، هِیوِنز در ۷۲ سالگی بر اثر حمله قلبی درگذشت.